# شینسوکه ساکیموتو
شینسوکه ساکیموتو (انگلیسی: Shinsuke Sakimoto؛ زادهٔ ۱۴ آوریل ۱۹۸۲) بازیکن فوتبال اهل ژاپن است.
از باشگاه‌هایی که در آن بازی کرده‌است می‌توان به باشگاه فوتبال گامبا اوساکا اشاره کرد.